# André d'Humières
 (janvier 2013).
Pour les autres membres de la famille, voir Famille d'Humières (Rouergue).
André d'Humières, né le 6 juin 1887 dans le 8e arrondissement de Paris et mort le 15 novembre 1975 à Neuilly-sur-Seine, est un capitaine (pilote de chasse) de l'armée française qui s'illustre pendant la Première Guerre mondiale.
Il est membre dirigeant du Faisceau de Georges Valois et fondateur de « La Vie Montante ».

## Famille
André d'Humières est le cinquième enfant et seul fils d'Élie d'Humières, officier, et d'une mère britannique, Marguerite Rumpler. La famille d'Humières est originaire du Rouergue.

## Pilote de chasse de la Première Guerre mondiale
Après avoir terminé ses études puis son service militaire (au 27e dragons) (et après avoir parcouru l'Europe en visitant philosophes et hommes politiques), il part à Java (Indonésie) pour devenir planteur de café, de thé puis de caoutchouc où il apprend la langue néerlandaise.
En 1914, à la déclaration de guerre, il rentre en France. Après de premiers combats comme jeune officier de cavalerie (lieutenant de dragons), il est un des premiers, en 1915, à rejoindre une arme nouvelle : l'aviation de chasse. Il compte parmi les quelques pilotes français de l'escadrille N.124 formée essentiellement de volontaires américains. Elle est rebaptisée « escadrille La Fayette » à la demande des Américains en 1916.
Mais sa grande aventure commence à Saint-Pol-sur-Mer où il entre à l'escadrille VB105 sous les ordres du capitaine Paul Bousquet.
Le 3 février 1915, alors qu'il est en mission aérienne avec le lieutenant-aviateur français Armand Coutisson, le moteur de leur biplan Voisin V 245 tombe en panne et il se pose sur le territoire hollandais. La Hollande étant alors pays neutre, il y est interné avec son ami Coutisson. Ils passent dans plusieurs camps (Fort de Wierickerschans à Bodegraven, Île d'Urk (Flevoland) au milieu du Zuiderzee, et l'hôpital militaire d'Utrecht d'où il s'évade après avoir été soigné pour calculs biliaires. Comme Coutisson, il réussit à s'évader après trois tentatives et rejoint son escadrille après être passé en Angleterre; il en publie deux notes en mai 1916 . Coutisson, un des premiers aviateurs du département de la Creuse, s'évade le 30 juillet 1916 et devient, après une fin de guerre épuisante à la VB5, rapidement colonel.
De nombreux articles de presse, dont l'article « Une île d'Elbe dans le Zuyderzee » du journal Le Vingtième Siècle du 22 janvier 1916, vont établir ses affirmations : il s'agit de la traduction d'un article du journal néerlandais Telegraaf. On y lit ceci : « Le lieutenant aviateur français d'Humières souffrait d'une inflammation de la vésicule biliaire si grave qu'une opération fut jugée nécessaire. Mais pour faire une opération de ce genre, il n'y avait aucun instrument ad hoc dans l'île, il n'y avait même pas moyen de soigner convenablement le malade et pour comble d'infortune, une si violente tempête y vint régner pendant huit jours qu'il ne fallait pas songer à traverser la mer avec le malade. Pendant tout ce temps, il dut garder la même chambre avec ses compagnons bien portants. Le médecin qui le soigne présentement à Amsterdam a déclamé qu'il était quasi miraculeux qu'on ait pu sauver le malade après un si long abandon. »
Après l'entrée en guerre des Américains en 1917, l'escadrille La Fayette se dédouble alors pour rejoindre le 103rd Aero Squadron (en) de l'US Air Service (USAS) et créer l'escadrille française SPA.124. Le lieutenant d'Humières en prend alors le commandement et propose que l'escadrille adopte comme signe distinctif une bande blanche inclinée de 45° sur l'arrière du fuselage. L'escadrille de chasse SPA.124 s'illustre notamment lors de l'offensive ennemie sur le « chemin des Dames » et lors des combats pour la défense de Reims.
Il est promu capitaine en 1918 alors que '’escadrille remporte sa première victoire officielle. Elle comptera 26 victoires homologuées à sa dissolution en février 1919.
Pour faire honneur aux combats héroïques menés par l'escadrille française, André d'Humières place celle-ci sous le patronage de Jeanne d'Arc. C'est ainsi que l'escadrille est connue sous le nom de SPA.124 « Jeanne d'Arc », figure qui connaissait alors un regain d'intérêt. Jeanne d'Arc était le symbole par excellence de la libération de la France de la menace étrangère. André d'Humières fait même ajouter le buste de « Jeanne » casquée sur la bande blanche oblique des avions (qu'il a recopié d’une statue de la cathédrale de Reims).
Le 9 août 1918, le capitaine d'Humières part pour un commandement supérieur et le lieutenant Bergé le remplace.

## Engagement politique et débuts dans l'industrie pendant l'entre-deux-guerres
Après la Première Guerre mondiale, il épouse Georgette de Ravinel et part à Berlin à la Commission des Réparations. Il se fait démobiliser en 1923 et rentre en France.
André d'Humières rencontre alors Georges Valois qui, transfuge de l'Action française, vient de fonder « Le Faisceau » en 1925. Il en devient un des dirigeants, avec Jacques Arthuys et Philippe Barrès. Ancien combattant, il est chargé de l'organisation paramilitaire du groupe et en est le Délégué Général. Le Parti va éclater en 1928 après de graves dissensions internes.
Dans les années 1930, il rejoint l'industrie papetière. En 1939, toutefois, et bien que père de sept enfants, il se fait mobiliser comme commandant d'aviation et est associé aux premiers développements du radar, inventé par les Anglais et encore inconnu en Allemagne. Démobilisé à l'été 1940, il reprend son activité professionnelle et prend sa retraite en 1954 alors qu'il est directeur général de l'office français des papiers fiduciaires.

## Engagement associatif et religieux
Pendant l'Occupation, il avait rejoint l'Action catholique, mouvement de Chrétiens se regroupant pour prières, méditations et réflexions. Dans les années 1950, les réunions se multiplient; ces groupes sont surtout constitués de personnes âgées qui ont en commun la recherche et l'approfondissement de la spiritualité. C'est alors qu'en 1961 André d'Humières crée « La Vie Montante », mouvement chrétien de personnes âgées, avec l'appui de Mgr Courbe, évêque auxiliaire de Paris. Bientôt le mouvement se développe en Suisse, en Belgique, au Canada puis dans d'autres pays francophones.
André d'Humières disparaît en 1975 après avoir été le Secrétaire Général du mouvement de 1961 à 1970. Il laisse derrière lui six enfants (son fils François étant mort pour la France et décoré de l'Ordre de la Libération) et vingt-neuf petits enfants.
Le mouvement continue néanmoins à se développer. En 1985, l'organisation « Vie montante internationale » (VMI) ou « Life Ascending International » est fondée à Rome pour favoriser son expansion internationale. Elle siège à l'ONU à titre consultatif pour les questions relatives aux droits des personnes âgées et est aujourd'hui implantée dans plus de 50 pays avec 250 000 membres.

## Distinctions
- Officier la Légion d'honneur[6]
- Croix de Guerre 14-18
- Médaille des évadés